# Saint Joseph (Barbados)

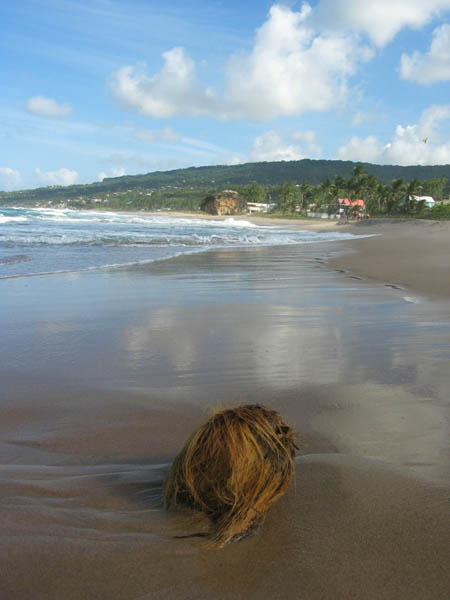
Spiaggia di Bathsheba, sulla costa Atlantica

Saint Joseph è una parrocchia di Barbados.
Il territorio ha una superficie di 26 km² ed una popolazione di 6 620 abitanti (censimento 2010).
Il principale centro abitato è Bathsheba (circa 5 000 abitanti).